# 古格尼爾山
46°31′25″N 9°16′17″E / 46.52356°N 9.27135°E

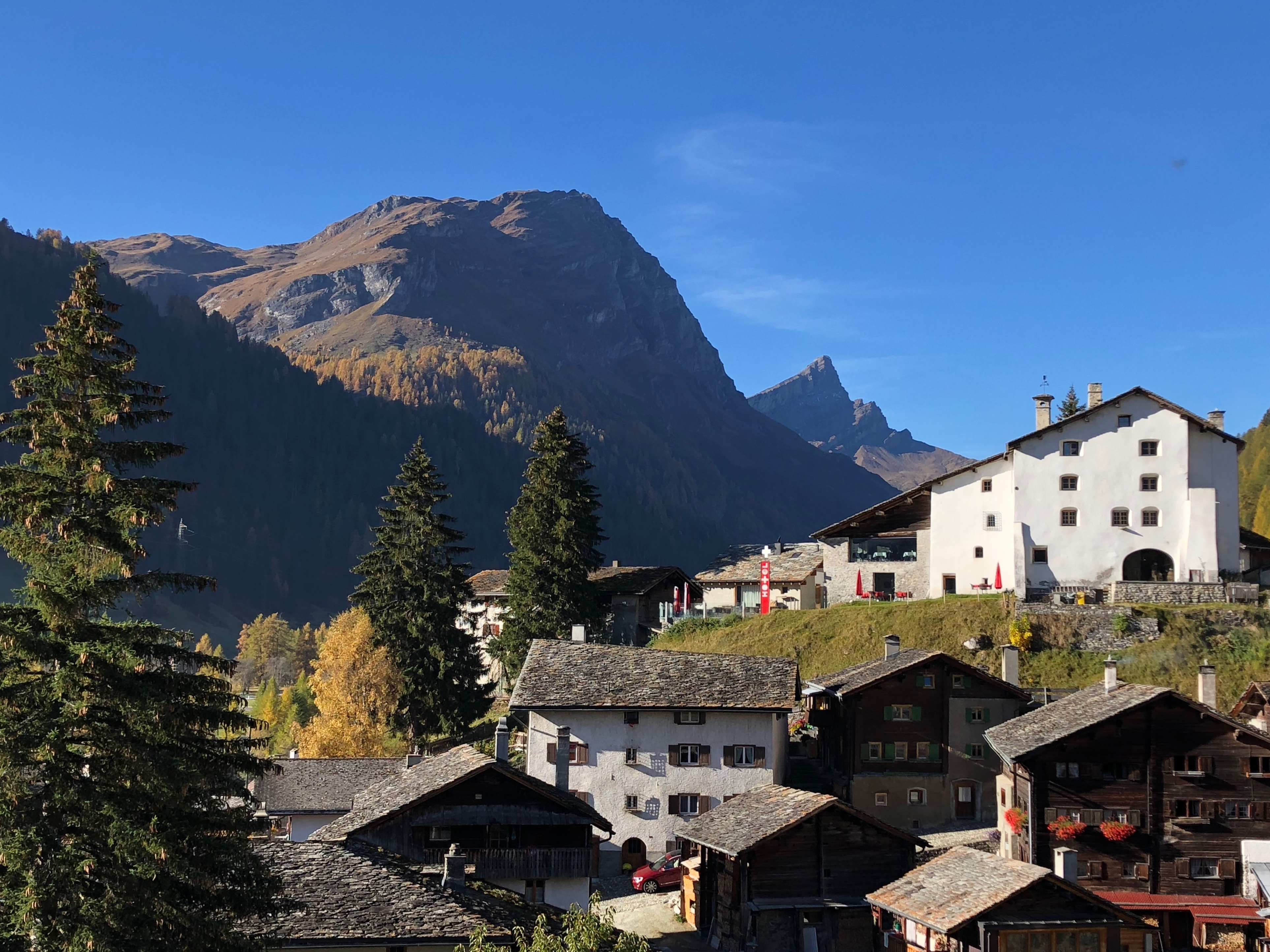

古格尼爾山（Guggernüll），是瑞士的山峰，位於該國東部，由格勞賓登州負責管轄，屬於勒蓬廷山的一部分，距離伯爾尼150公里，海拔高度2,886米，每年平均降雨量1,851毫米。